# Асоціативність
Асоціативна операція (сполучний закон) — бінарна операція, яка володіє властивістю асоціативності (від латинського слова associatio — «з'єднання»), тобто виконується:
{\displaystyle (x\cdot y)\cdot z=x\cdot (y\cdot z)} для довільних елементів {\displaystyle x,y,z\!}.
Для асоціативної операції результат обчислення {\displaystyle x_{1}\cdot x_{2}\cdot \dots \cdot x_{n}} не залежить від порядку обчислення (розташування дужок), і тому можна опускати дужки у записі виразу. Для неасоціативної операції значення виразу {\displaystyle x_{1}\cdot x_{2}\cdot \dots \cdot x_{n}} при {\displaystyle n>2\!} не визначено.
Довільна групова операція — асоціативна.

## Визначення

Бінарна операція ∗ над множиною S є асоціативною коли ця діаграма є комутативною. Тобто, коли два шляхи від S×S×S до S є композицією тієї ж функції від S×S×S до S.

Формально, бінарна операція ∗ над множиною S називається асоціативною якщо вона задовольняє правилу асоціативності:
(x ∗ y) ∗ z = x ∗ (y ∗ z) для всіх x, y, z у S.
Тут символ ∗ використовується для заміни символу операції, яка може зрештою задаватися будь-яким символом, а також символ може бути відсутнім (як часто буває при записуванні множення.
(xy)z = x(yz) = xyz для всіх x, y, z у S.
Асоціативне правило також можна записати у функціональній нотації наступним чином: f(f(x, y), z) = f(x, f(y, z)).

## Приклади асоціативних операцій
- Додавання і множення дійсних чисел, комплексних чисел, кватерніонів та матриць є асоціативним.
- Об'єднання та перетин множин є асоціативним.
- Композиція відображень є асоціативним.

## Приклади неасоціативних операцій
- Віднімання і ділення дійсних чисел, комплексних чисел та кватерніонів є неасоціативним.
- Векторний добуток є неасоціативним.
- Множення октоніонів неасоціативне.

## Логіка висловлювань

### Правило підстановки
В стандартній логіці висловлювань, асоціація, або асоціативність є двома істинними правилами підстановки. Правила дозволяють переставити дужки в логічних виразах при логічному виведенні. Це наступні правила (у нотації із логічними сполучниками):
{\displaystyle (P\lor (Q\lor R))\Leftrightarrow ((P\lor Q)\lor R)}
та
{\displaystyle (P\land (Q\land R))\Leftrightarrow ((P\land Q)\land R),}
де «{\displaystyle \Leftrightarrow }» це металогічний символ, що розуміють як «може бути замінений у доведенні на… .»

### Істині функціональні сполучники
Асоціативність є властивістю деяких логічних сполучників істинно-функціональної логіки висловлювань. Наступні логічні еквівалентності демонструють, що асоціативність є властивістю конкретних сполучників. Наступні вирази є істинно-функціональними тавтологіями.
Асоціативність диз'юнкції:
{\displaystyle ((P\lor Q)\lor R)\leftrightarrow (P\lor (Q\lor R))}
{\displaystyle (P\lor (Q\lor R))\leftrightarrow ((P\lor Q)\lor R)}
Асоціативність кон'юнкції:
{\displaystyle ((P\land Q)\land R)\leftrightarrow (P\land (Q\land R))}
{\displaystyle (P\land (Q\land R))\leftrightarrow ((P\land Q)\land R)}
Асоціативність еквівалентності:
{\displaystyle ((P\leftrightarrow Q)\leftrightarrow R)\leftrightarrow (P\leftrightarrow (Q\leftrightarrow R))}
{\displaystyle (P\leftrightarrow (Q\leftrightarrow R))\leftrightarrow ((P\leftrightarrow Q)\leftrightarrow R)}
Спільне заперечення є прикладом істинно-функціонального сполучника, який не є асоціативним.